# Света Петка (Цер)
Вижте пояснителната страница за други значения на Света Петка.
„Света Петка“ или „Света Параскева“ (на македонска литературна норма: „Света Петка“) е църква в кичевското село Цер, Северна Македония. Църквата е част от Кичевското архиерейско наместничество на Дебърско-Кичевската епархия на Македонската православна църква – Охридска архиепископия.
Църквата е разположена на километър западно от селото. Изградена е в Късното средновековие. Обявена е за паметник на културата.